# Onthophagus unguiculatus
Onthophagus unguiculatus là một loài bọ cánh cứng trong họ Bọ hung (Scarabaeidae).